# Vulgarisciara myrmecophila
Vulgarisciara myrmecophila är en tvåvingeart som beskrevs av Neal L. Evenhuis 2007. Vulgarisciara myrmecophila ingår i släktet Vulgarisciara och familjen sorgmyggor.
Artens utbredningsområde är Fiji. Inga underarter finns listade i Catalogue of Life.